# Michael Ernest Smith
Michael Ernest Smith (1953) è un archeologo statunitense specializzato nello studio della cultura azteca e, più in generale, di quella mesoamericana.
Ha scritto numerosi articoli sull'archeologia messicana, e libri sugli Aztechi. Attualmente (2009) è professore di antropologia presso la School of Human Evolution and Social Change della Arizona State University. È famoso per aver fortemente sostenuto l'importanza di valutare le prove archeologiche indipendentemente da quelle etnostoriche, e propugnandone l'uso come fonte di conoscenza della cultura azteca.

## Opere
- Michael Ernest Smith, The Aztlan Migrations of Nahuatl Chronicles: Myth or History? (PDF), in Ethnohistory, vol. 31, n. 3, Durham, Carolina del Nord, Duke University Press, American Society for Ethnohistory, 1984,  pp. pp.153–186, OCLC 145142543 , DOI 10.2307/482619.
- Michael Ernest Smith, The Aztecs, seconda edizione, Malden, Massachusetts, Blackwell Publishers, 2003, ISBN 0-631-23015-7, , OCLC 48579073.
- Michael Ernest Smith, City Size in Late Post-Classic Mesoamerica (PDF), in Journal of Urban History, vol. 31, n. 4, Beverley Hills, California, Sage Publications, maggio 2005,  pp. pp.403–434, OCLC 1798556 , DOI 10.1177/0096144204274396.

| Controllo di autorità | VIAF (EN) 49341008 · ISNI (EN) 0000 0001 0899 0860 · ORCID (EN) 0000-0002-0677-8206 · LCCN (EN) n86805302 · GND (DE) 173122949 · CONOR.SI (SL) 17240675 |